# Harlem (rivier)
De Harlem (Engels: Harlem River) is een rivier in de Amerikaanse stad New York, in de gelijknamige staat. De rivier scheidt de stadsdelen Manhattan en The Bronx van elkaar. Een deel van de tegenwoordige rivier is het Scheepskanaal van de Harlemrivier, dat ietwat ten zuiden loopt van de voormalige route van de rivier. Het scheepskanaal van de Harlemrivier isoleert een klein stukje van Manhattan (Marble Hill) aan de kant van The Bronx.
Bij de monding van de Harlem, na de afsplitsing van de Bronx Kill, die beide uitmonden in de East River, vormt het laatste deel van de bedding van de Harlem River de scheiding tussen het hoofdeiland van Manhattan op de westelijke oever en het eiland Randalls and Wards Islands, ook onderdeel van Manhattan, op de oostelijke oever.

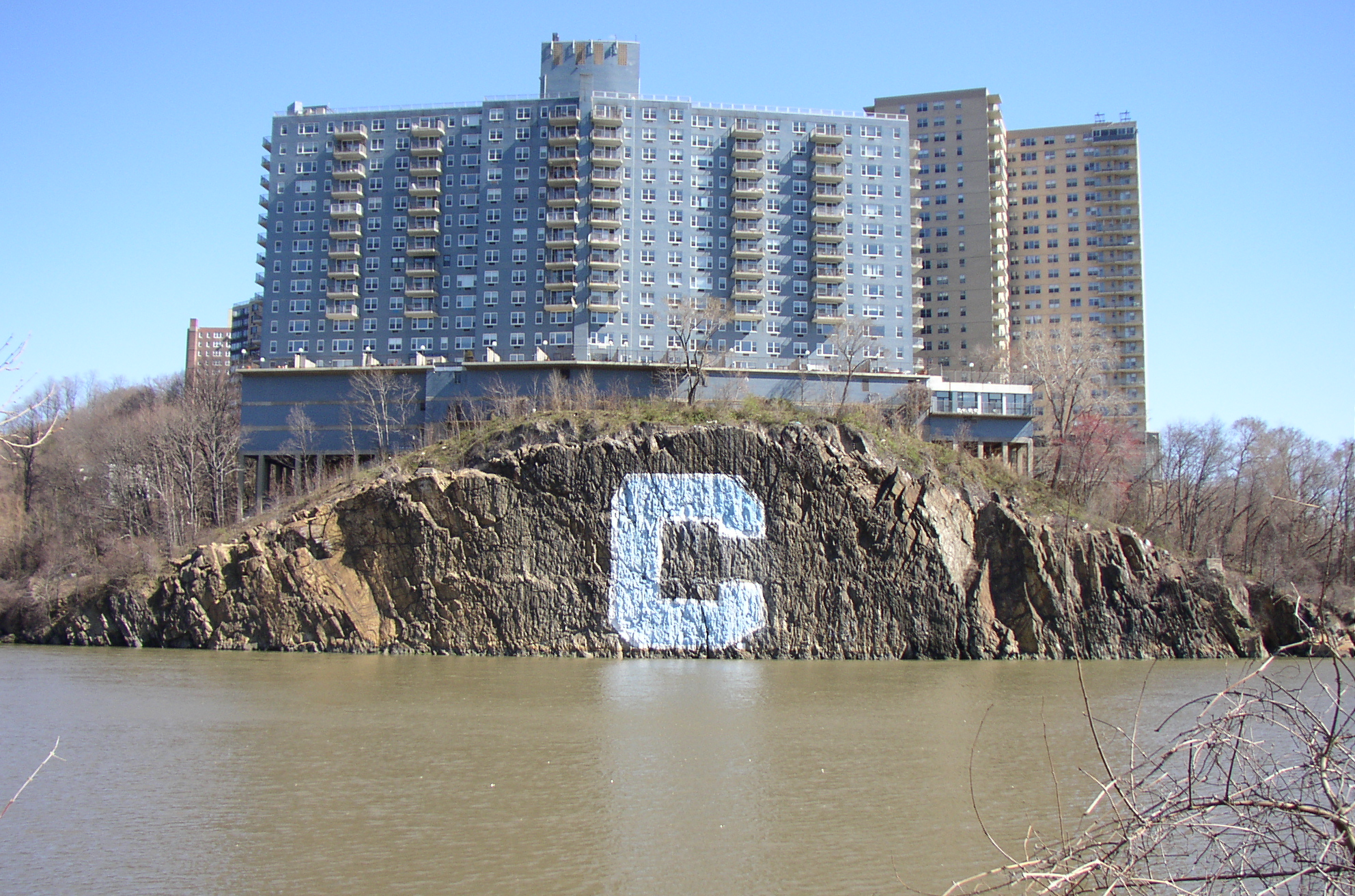
De C-rots in Spuyten Duyvil

De Harlem was de traditionele kanoroute van New York, gelijk aan de Charles in Boston en de Schuylkill in Philadelphia. Op de oever van Harlem ligt het boothuis van het team van de Columbia-universiteit. De rivier is het thuisparcours voor het zwaargewicht team van de universiteit. De atleten onderhouden de C-rots, een rots met een grote C erop.

## Bruggen

### Bestaand
De volgende bruggen overspannen de Harlem River:
- Robert F. Kennedy Bridge
- Willis Avenue Bridge (1901)
- Third Avenue Bridge (1898)
- Park Avenue Railroad Bridge (Metro North railroad)
- Madison Avenue Bridge (1884/1910)
- 145th Street Bridge
- Macombs Dam Bridge
- High Bridge (1848) (oorspronkelijk aquaduct)
- Alexander Hamilton Bridge (I-95/US 1)
- Washington Bridge
- University Heights Bridge
- Harlem Ship Canal Bridge (ook bekend als Broadway Bridge)
- Henry Hudson Bridge (Henry Hudson Parkway/Route 9A)
- Sputyen Duyvil Bridge (Amtrak en Metro North railroad)

### Voormalig
- Harlem River Bridge

- Library of Congress Control Number: sh88003387
- National Archives and Records Administration: 10043311
- Nationale Bibliotheek van Israël: 987007541627605171
- Virtual International Authority File: 315527114